# Poul Løvenørn (1751–1826)
Poul Løvenørn, född den 11 augusti 1751, död den 16 mars 1826, var en dansk sjöofficer, son till Frederik Løvenørn, sonson till Poul Løvenørn.
Løvenørn blev 1770 löjtnant i flottan och tjänstgjorde 1776-81 i franska marinen under d’Estaing, tog 1784 initiativet till upprättande av sjökortsarkivet, vars chef han var till sin död, samt ledde många sjömätningar och kartläggningar. 1796 erhöll han dessutom ledningen av lotsväsendet och organiserade 1809 även färjväsendet. 1812 blev han konteramiral.